# 2581 Радегаст
2581 Радегаст (2581 Radegast) — астероїд головного поясу, відкритий 11 листопада 1980 року.
Тіссеранів параметр щодо Юпітера — 3,631.